# Verzorgingsplaats De Knoest
Verzorgingsplaats De Knoest is een Nederlandse verzorgingsplaats, gelegen aan de oostzijde van A27 Breda-Almere ter hoogte van afrit 28 in de gemeente Nieuwegein.
Via een voetgangersviaduct is verzorgingsplaats De Kroon bereikbaar en aldaar vindt men de Burger King (en tot en met 2020 La Place).
Richting Almere:
Kalix Berna · 
De Keizer · 
Blommendaal · 
De Knoest · 
Voordaan · 
Eemakker
Richting Breda:
't Veentje · 
Nijpoort · 
De Kroon · 
Scheiwijk · 
Hank · 
Galgeveld